# Mecway
Mecway (auch Mecway FEA) ist eine kommerziell vertriebene Finite-Elemente-Software mit dem Schwerpunkt auf mechanischer und thermischer Festkörpersimulation. Sie wird seit 2013 von Mecway Limited (Neuseeland) basierend auf dem Quelltext des Programmpaketes LISA (weiter)entwickelt und betreut.

## Funktionalitäten
Mecway dient zur Lösung linearer und nichtlinearer physikalischer Probleme aus Strukturmechanik, Wärmeleitung, Akustik, Elektrodynamik sowie kombinierten Aufgabenstellungen. Es verfügt neben einer grafischen Benutzeroberfläche über einen integrierten Netz-Modellierer (Präprozessor), mehrsträngigen Solver sowie einen grafischen Postprozessor. Durch die nahtlose Interoperabilität mit dem integrierten CalculiX-Solver (CCX) besteht zudem die Möglichkeit, auch dessen umfangreiche Analysefähigkeiten – insbesondere für nichtlineare und anisotrope Modelle – zu nutzen.
Die FE-Netzgenerierung kann manuell oder automatisch anhand importierter Geometriemodelle erfolgen. Hierfür bietet das Programm die Möglichkeit, Geometrie-Daten in den für CAD-Programme gängigen Dateiformaten (STEP, IGES, STL, DXF) einzulesen.
Folgende Analysemodule sind verfügbar:
- statische Verformungen und Spannungen (linear und nichtlinear)
- Eigenschwingungen (linear)
- dynamische Resonanz (linear, nichtlinear über CCX-Solver)
- Eigenwert-Knicken (linear)
- stationäre und transiente Wärmeleitung
- stationäre Zustände von Druck und Geschwindigkeit in newtonschen Fluiden (nur zweidimensional, beschränkt auf kleine Reynolds-Zahlen)
- Gleichstromfluss und elektrische Potentiale
- akustische Resonanz von Fluiden in Hohlräumen (Raummoden).

## Entwicklungsgeschichte
Mecway ist eine Abspaltung des Programmpaketes LISA (Linear Static Analysis System), welches zuvor bereits etwa 20 Jahre lang – zuletzt von Sonnenhof Holdings in Kanada – entwickelt worden war. Victor Kemp, Programmierer bei LISA, verließ die Firma und gründete 2013 ein eigenes Unternehmen zur Weiterentwicklung und Vermarktung der Software unter neuem Namen. Zwischen LISA und Mecway besteht eine Übereinkunft, ihr jeweiliges Programmpaket basierend auf demselben Original-Quelltext zu verkaufen.
Seit Anfang 2014 sind insgesamt achtundzwanzig Hauptversionen von Mecway erschienen.
| Version | Erscheinungsdatum |  | Version | Erscheinungsdatum |
| ------- | ----------------- |  | ------- | ----------------- |
| 1.1     | 4. März 2014      |  | 16.0    | 4. August 2022    |
| 2.0     | Juli 2014         |  | 17.0    | 13. Oktober 2022  |
| 3.0     | Mai 2015          |  | 18.0    | 15. November 2022 |
| 4.0     | 15. November 2015 |  | 19.0    | April 2023        |
| 5.0     | Mai 2016          |  | 20.0    | Juli 2023         |
| 6.0     | Oktober 2016      |  | 21.0    | August 2023       |
| 7.0     | 11. April 2017    |  | 22.0    | Oktober 2023      |
| 8.0     | 2. November 2017  |  | 23.0    | Dezember 2023     |
| 9.0     | 8. Mai 2018       |  | 24.0    | 18. Februar 2024  |
| 10.0    | 14. November 2018 |  | 25.0    | 17. Juni 2024     |
| 11.0    | 21. Februar 2019  |  | 26.0    | 29. August 2024   |
| 12.0    | 17. April 2019    |  | 27.0    | 17. Dezember 2024 |
| 13.0    | 12. April 2020    |  | 28.0    | 27. Februar 2025  |
| 14.0    | 21. Juli 2021     |  |         |                   |
| 15.0    | 7. Juni 2022      |  |         |                   |